# Nepřežvýkaví
Pro podřád nepřežvýkaví (Nonruminantia syn. Suimorpha) je charakteristický jeden dělený žaludek a úplný chrup se zvětšenými špičáky a bunodontními stoličkami. Jde pravděpodobně o nejstarší skupinu sudokopytníků. Většina druhů prasat a pekariů jsou všežravci. Dříve byli kvůli vnější podobnosti mezi nepřežvýkavé řazeni i hrochovití, ale novější výzkumy prokázaly, že jejich nejbližšími příbuznými jsou kytovci a přežvýkavci. Dnes žijí pouze dvě recentní čeledi, ostatní jsou již vyhynulé.

## Systém
čeleď: prasatovití (Suidae)
- podčeledi:
  - babirusy (Babyrousinae)
  - prasata bradavičnatá (Phacochoerinae)
  - pravá prasata (Suinae)

čeleď: pekariovití (Tayassuidae)

## Rozšíření
Zástupci čeledi Suidae žijí v Evropě, Asii a Africe. Také byli introdukováni do Austrálie a na Nový Zéland. Pekariovití jsou rozšíření pouze v Jižní a Střední Americe. V ČR ve volné přírodě žije pouze jeden druh nepřežvýkavých, prase divoké.